# Pogost

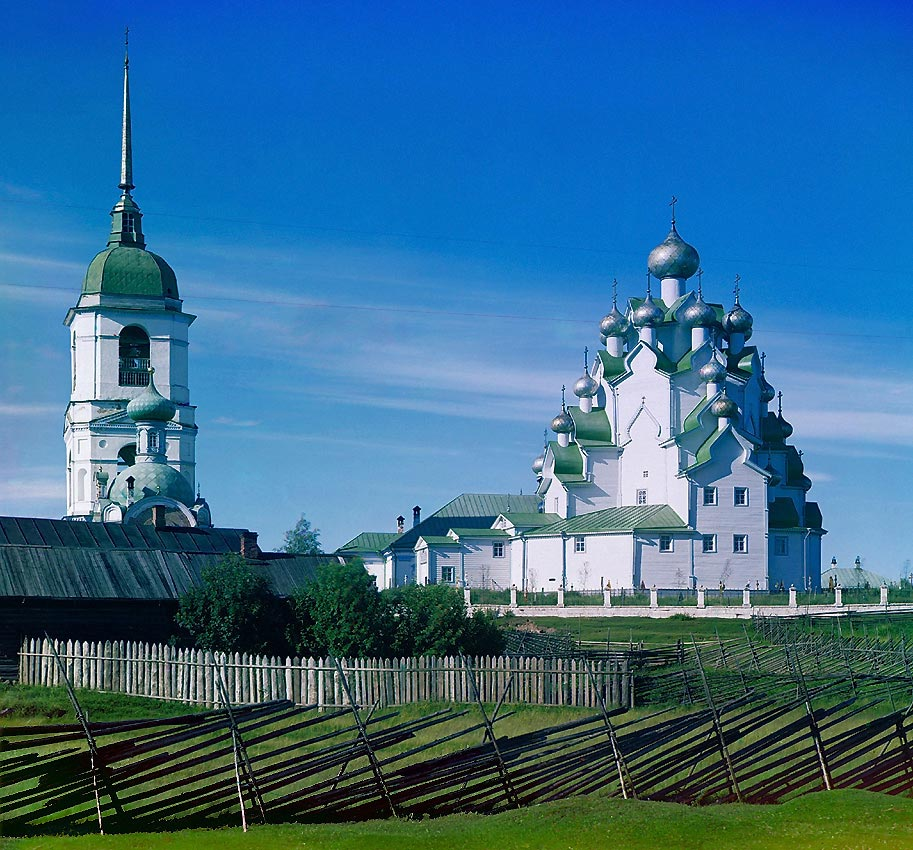
Vytegra Pogost (Prokoedin-Gorski, ± 1912)

Pogost (Russisch: погост, van het Oudrussische погостъ) is een historisch begrip dat verschillende dingen kan betekenen in het Russisch.
Oorspronkelijk werd het begrip gebruikt in de context van een herberg voor prinsen en geestelijken, waarbij het woord gelijkstond aan het hedendaagse Russische woord voor gast (гость; gost). Aangenomen wordt dat pogosten van oorsprong landelijke gemeenschappen waren op het platteland van de vroeg-Russische staat en dat haar centra werden gebruikt als handelsplaatsen (Oudrussisch: гостьба; gostba).
Aan het einde van de 10e eeuw veranderde de betekenis van pogost naar die van een bestuurlijk en territoriaal district (gemeente). De omvang van pogosten verschilde van enkele tientallen tot enkele honderden dorpen van de 11e tot de 14e eeuw. Toen het christendom zich verspreidde over Rusland werden de kerken in pogosten gebouwd. In 1775 werden de laatste pogosten die de functie van bestuurlijk district vervulden, vernietigd. Vanaf toen werden ze bekend als stadspogosten (погосто - место; pogosto - mesto) en vervulden de functie van parochiecentra.
In de centrale oejezden in de 15e en 16e eeuw waren pogosten kleine nederzettingen met een kerk en een begraafplaats, zoals Kizji Pogost en Kadnikov Pogost.
In het hedendaagse Russisch wordt met pogost meestal een combinatie van een plattelandskerk en een begraafplaats op een afgelegen plek aangeduid.